# Max Leiva
Max Eduardo Leiva Buhler (* 7. Januar 1966) ist ein ehemaliger guatemaltekischer Radrennfahrer.

## Sportliche Laufbahn
Leiva war im Bahnradsport aktiv. Er war Teilnehmer der Olympischen Sommerspiele 1984 in Los Angeles. Im 1000-Meter-Zeitfahren kam er auf den 16. Rang. Er war auch Teilnehmer der Olympischen Sommerspiele 1988 in Seoul. Im 1000-Meter-Zeitfahren belegte er beim Sieg von Alexander Kiritschenko den 23. Platz.
Bei den Zentralamerika- und Karibikspielen 1986 in Santiago de los Caballeros gewann er die Bronzemedaille im Zeitfahren.